# Richard Schallert
Richard Schallert (ur. 21 kwietnia 1964 w Brand in Vorarlberg) – austriacki skoczek narciarski i trener. W Pucharze Świata startował w latach 1982–1988. Jego najlepszym rezultatem w zawodach PŚ było zajęcie 2. miejsca w Štrbskim Plesie. Podczas mistrzostw świata w Oberstdorfie w 1987 zdobył wraz z kolegami brązowy medal w konkursie drużynowym na dużej skoczni.
W latach 2006–2009 był trenerem reprezentacji Czech, a w latach 2011–2012 reprezentacji Rosji.
W sezonie 2013/2014 był trenerem rumuńskich skoczków – trenowani przez niego Eduard Torok i Iulian Pîtea zdobyli wówczas pierwsze w karierze punkty Pucharu Kontynentalnego, a następnie zadebiutowali w Pucharze Świata. Sorin Iulian Pîtea wystąpił również w Zimowych Igrzyskach Olimpijskich 2014. W latach 2014–2018 Richard Schallert ponownie prowadził reprezentację Czech.

## Puchar Świata w skokach narciarskich

### Miejsca w klasyfikacji generalnej
- sezon 1981/1982: 42
- sezon 1982/1983: 12
- sezon 1983/1984: 31
- sezon 1984/1985: 21
- sezon 1985/1986: 50
- sezon 1986/1987: 70
- sezon 1987/1988: nieklasyfikowany

### Miejsca na podium chronologicznie
- Bischofshofen 6 stycznia 1983 – 3. miejsce,
- Planica 27 marca 1983 – 3. miejsce,
- Štrbské Pleso 23 marca 1985 – 2. miejsce,
- Štrbské Pleso 24 marca 1985 – 3. miejsce.

## Mistrzostwa świata
- Indywidualnie
  - 1985 Seefeld (AUT) – 29. miejsce (normalna skocznia)
  - 1987 Oberstdorf (RFN) – 37. miejsce (duża skocznia)
- Drużynowo
  - 1984 Engelberg (SUI) – 4. miejsce
  - 1987 Oberstdorf (RFN) – brązowy medal

## Mistrzostwa świata w lotach
- Indywidualnie
  - 1983 Harrachov (CSK) – 5. miejsce